# Matt Walker
Matt Walker (* 25. Mai 1999) ist ein britischer Radrennfahrer, der im Mountainbikesport in der Disziplin Downhill aktiv ist.

## Sportlicher Werdegang
Als Junior gewann Walker im Jahr 2016 sein erstes Weltcup-Rennen, im Jahr 2017 folgten drei zweite Plätze und der Sieg bei seinem Heimrennen in Fort William. Bei den Mountainbike-Weltmeisterschaften 2017 wurde er Junioren-Weltmeister im Downhill.
Nach dem Wechsel in die Elite in 2018 steigerte er sich von Jahr zu Jahr: im Jahr 2019 stand er bereits viermal auf dem Weltcup-Podium und belegte am Ende der Saison Platz 3 der Gesamtwertung. In der aufgrund der COVID-19-Pandemie auf vier Rennen verkürzten Saison 2020 wurde er einmal Zweiter, zweimal Dritter und einmal Vierter und gewann im Alter von 21 Jahren erstmals die Weltcup-Gesamtwertung im Downhill. In der Saison 2022 erzielte er in Leogang auch seinen ersten Einzelerfolg im Weltcup. 2023 blieb ein neunter Platz seine beste Platzierung.

## Namensvetter
Neben Matt Walker gibt es den neuseeländischen Downhill-Fahrer Matthew Walker (* 1990), auch kurz Matt Walker, mit dem er häufig verwechselt wird.

## Erfolge
2016
- ein Weltcup-Erfolg (Junioren) – Downhill

2017
- Weltmeister (Junioren) – Downhill
- ein Weltcup-Erfolg (Junioren) – Downhill

2018
- Britischer Meister – Downhill

2020
- Gesamtwertung UCI-MTB-Weltcup – Downhill

2022
- ein Weltcup-Erfolg – Downhill